# Meister der Maria von Burgund
Als Meister der Maria von Burgund wird der franko-flämische Buchmaler bezeichnet, der am Ende des 15. Jahrhunderts ein Stundenbuch der Maria von Burgund prachtvoll ausmalte. Er steht stilistisch den Werken des Hauptmeisters der altniederländischen Malerei in der zweiten Hälfte des 15. Jahrhunderts, dem Maler Hugo van der Goes, nahe. Wie dessen Altarbilder gelten die  Buchmalereien des Meisters der Maria von Burgund  als herausragende  Leistungen der flämischen Malkunst ihrer Epoche. Der Meister malte seine Miniaturen in nuancierter  Darstellung von Farben und Licht und gab seinen Figuren und ihren Gesichtern eine lebensnahe und lebendige Ausdruckskraft. Um 1475 schuf der namentlich nicht sicher bekannte Künstler das Stundenbuch, das sich dann im Gebrauch von Maria von Burgund, Tochter Karls des Kühnen und Ehefrau des späteren Kaisers Maximilian I. befand. Das heute in Wien aufbewahrte Buch ist einer der letzten Höhepunkte der spätmittelalterlichen Buchmalerei der Niederlande und Frankreichs, es entstand zu einem Zeitpunkt, als gedruckte Bücher und beispielsweise Holzschnitte zu deren Illustration bereits gebräuchlich wurden.

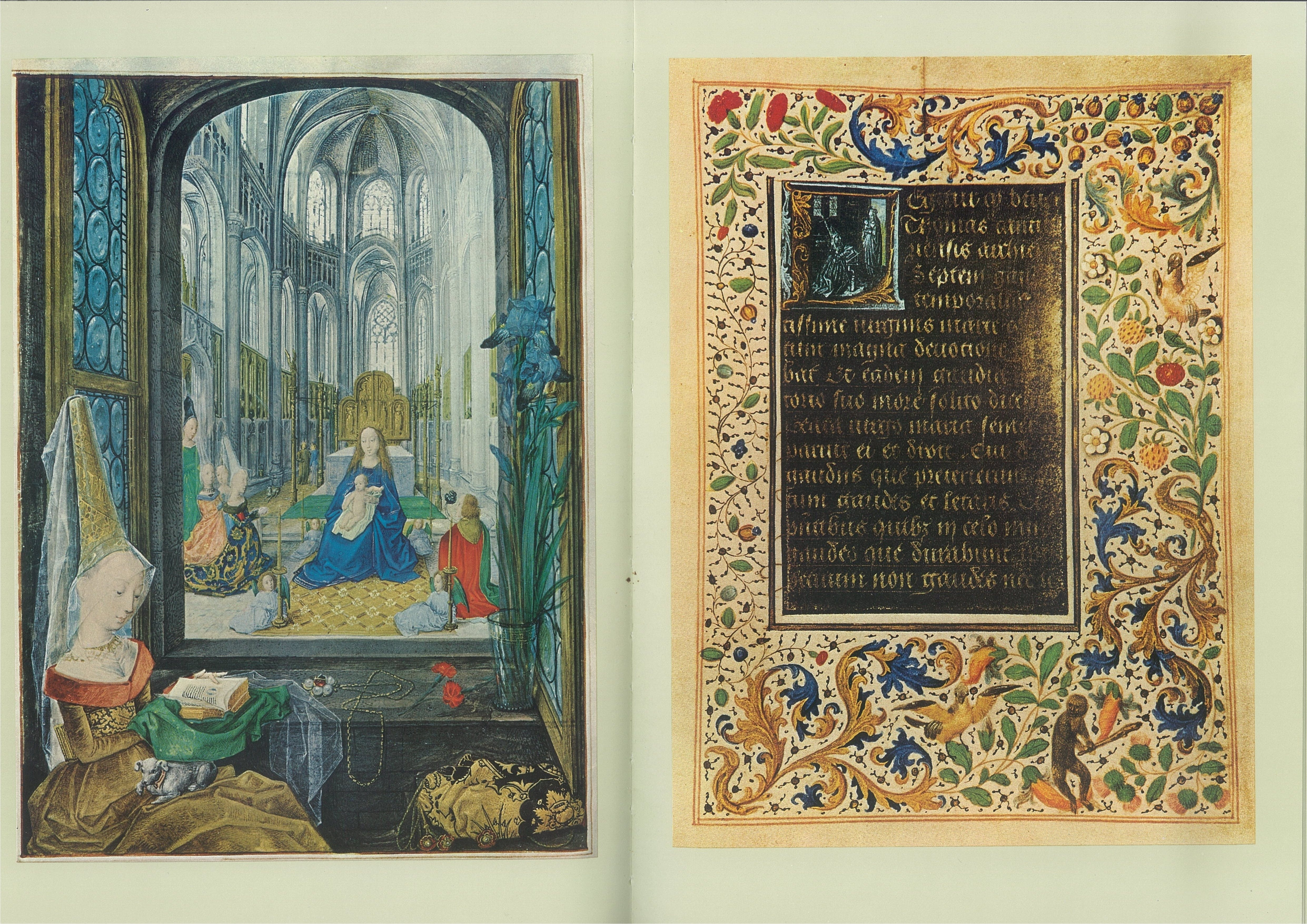
Stundenbuch der Maria von Burgund

## Maler im Umfeld des Burgundischen Hofes
Der Meister der Maria von Burgund soll auch für andere Mitglieder des burgundischen Hofes Manuskripte illuminiert haben. Durch Stilvergleich werden ihm  einige weitere bedeutende Werke zugeschrieben, darunter Arbeiten für den Vater Marias, Karl. Es wird vermutet, dass das namensgebende Stundenbuch des Meisters ein Geschenk an Maria von ihrer Stiefmutter Margarete von York war.
Bei seinen Arbeiten soll der Meister der Maria von Burgund  wie damals üblich mit anderen führenden Schreibern und Malern gearbeitet haben. Trotz verschiedener Vorschläge, ihn einem der namentlich bekannten Buchmaler seiner Zeit gleichzusetzen, wird heute meist in seiner  Arbeitsweise  eine eigenständige Persönlichkeit gesehen. Einige der Identifizierungsvorschläge sind weiter zu untersuchen.

## Wiener Meister der Maria von Burgund
Der Meister der Maria von Burgund wird manchmal auch genauer nach dem Aufbewahrungsort seines Hauptwerkes als Wiener Meister der Maria von Burgund bezeichnet. Dies soll ihn von  einem ebenfalls namentlich nicht bekannten Berliner Meister der Maria von Burgund genannten Maler unterscheiden, der  ein anderes, ähnliches Stundenbuch dieser Regentin, heute im Kupferstichkabinett in Berlin ausgemalt hat.

## Identifizierung

### Gent-Brügger Schule
Der Meister der Maria von Burgund arbeitete wahrscheinlich in Gent, das um 1475 noch bedeutendes Zentrum der Buchmalerei war. Wie bei vielen Ausmalungen von Manuskripten üblich hat er bei Werken mit anderen Künstlern zusammengearbeitet. So wurde meist der Text eines Stundenbuches von einem Kalligraphen geschaffen und das Werk oft durch mehr als einen Maler illustriert. Bei allen Versuchen, eine einzige oder auch die unterschiedlichen Hände in den dem Meister der Maria von Burgund zugeordneten Werken zu finden, zeigt vor allem das namensgebende Stundenbuch, dass trotz möglicher Arbeit mehrerer Hände vor allem in Bordüren in seinen Werken eine Einheit und Konsistenz zu finden ist. Es kann daher vermutet werden, dass er als Meister dies durch Planung und Koordination der Arbeiten erreichen konnte, also führend in der Ausarbeitung war. Es entstanden Werke, die einige der  herausragendsten  Leistungen der flämischen Buchkunst des ausgehenden 15. Jahrhunderts vereinigen und Beispiel einer Hochblüte kirchlicher und weltlicher manueller Buchproduktion über die  Einzelpersonen hinaus sind. Diese Gruppe von Buchmalern der Epoche von 1475 bis 1520 wird vereinzelt auch einem Gent-Brügger Atelier oder einer Gent-Brügger Schule zugeordnet, der Meister der Maria von Burgund ist einer ihrer führenden Vertreter.

### Nicolas Spierinck
Es wurde –  nach Ansicht von Fachleuten überzeugend –  argumentiert, dass Nicolas Spierinck als führender Kalligraph und auch Buchmaler eventuell zusammen mit Liétard van Lathem das Wiener Stundenbuch der Maria  geschaffen hat. Jedoch bleibt  diese Identifizierung nicht unumstritten, vor allem, da Spierinck vornehmlich als Schreiber tätig war.

### Alexander Bening
Der Vorschlag, beim Wiener Meister der Maria von Burgund handle es sich um Sanders (Alexander) Bening (* 1444; † 1519), setzte sich nicht durch. Die biografischen Daten und der nachweisbare Lebensweg dieses Malers, Vater des bedeutenden flämischen Miniaturenmalers und Illustrators Simon Bening, lassen eine  Arbeit am Stundenbuch  unwahrscheinlich erscheinen.

### Simon Marmion
Auch der im nordfranzösischen und flämischen Raum wirkende Maler und Illuminator Simon Marmion (* 1425; † 1489) wurde als Identität für den Meister der Maria von Burgund vorgeschlagen.

### Nicolas van der Goes
Wegen der stilistischen Nähe der Bilder zu denen des Hugo van der Goes wurde auch vorgeschlagen, der Meister der Maria von Burgund könnte mit dessen Bruder Nicolas van der Goes identifiziert werden.

## Stilelemente
Der Meister der Maria von Burgund will in seinem Werk die Illusion einer wahren Betrachtung der Szenen erreichen. Im ersten Bild im Stundenbuch der Maria blickt der Betrachter wie zufällig durch ein geöffnetes Fenster auf die Szene einer Verkündigung. Blumen, Juwelen, Insekten und Pilgersymbole wie die Jakobsmuschel hat er wie zufällig in Rändern in seinen Bildern verstreuen lassen. Nachfolgende Generationen von Malern scheinen diese Art der Darstellung dann aufgegriffen zu haben. Illusionistische Rahmen für Texte oder Miniaturabbildungen forderten den Betrachter eines Andachtsbuchs zu individueller Betrachtung auf, und die realistisch abgebildeten Blumenranken, Schmuck oder Muschelabbildungen und deren exakte Malweise in der Gent-Brügger Buchmalschule wurden der Ausgangspunkt für Versuche der Augentäuschung nachfolgender Malergenerationen auch auf großformatigen Bildern.

## Werke (Auswahl)
- Stundenbuch der Margarete von Burgund, um  1470; Österreichische Nationalbibliothek, Wien (Cod. Vindob. 1857)
- Stundenbuch des Engelbert von Nassau, The Bodleian Library, Oxford
- Gebetbuch Karls des Kühnen 15. Jahrhundert, Getty Museum,  Los Angeles (Getty Museum, Ms. 37)
- El libro de horas voustre demeure (Stundenbuch), um 1480 Bib. Nacional, Madrid (Bib. Nacional, MS Vit. 25–5)